# 琴平駅 (北海道)

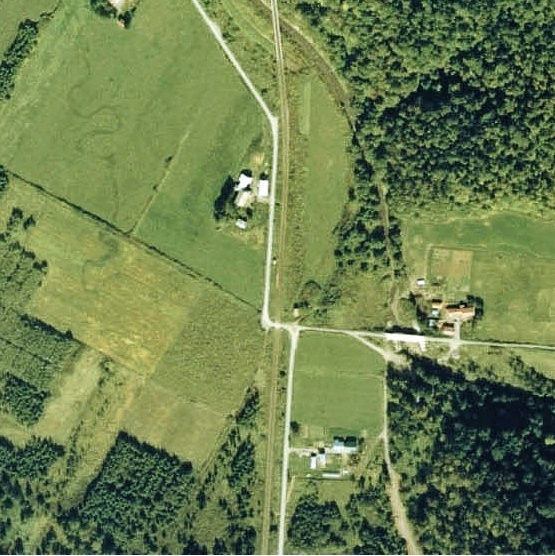
1977年の琴平仮乗降場の状況。周囲約500ｍ範囲。上が稚内方面。名寄側に道道541号の踏切がある。ホームのすぐ左上に待合室。当時はまだ周辺に民家が多い。

琴平駅（ことひらえき）は、北海道中川郡中川町字琴平に所在した北海道旅客鉄道（JR北海道）宗谷本線の駅（廃駅）である。

## 歴史
仮乗降場に出自を持ち、廃止直前、当駅には普通列車が3往復しか停車しなかった。
- 1955年（昭和30年）12月2日：日本国有鉄道の佐久駅 - 天塩中川駅間に琴平仮乗降場として開業[1][2]。
- 1987年（昭和62年）4月1日：国鉄分割民営化により北海道旅客鉄道に承継[2]。同時に駅に昇格[2]。
- 1990年（平成2年）9月1日：廃止[1][2]。

### 駅名の由来
地名より。もともと当地の字名は現在の琴平川のアイヌ語名「アイオマナイ（ai-oma-nay）」（イラクサ・ある・川）に由来する「アユマナイ」の名称であったが、1940年（昭和15年）12月4日の字名改正で現在の名称となり、駅名もこれによった。
これはアユマナイへの入植者が「天塩川の舟運が頼りであり、また洪水に悩まされ航運の守り神・金毘羅神を祀っていた」ための名称であり、明治末期ごろ（年代不詳）から、金刀比羅宮から分社した琴平神社が当地にまつられていた。
なお、当地の入植者は四国出身者もいたが大多数は富山県人であった。

## 利用状況
1975年（昭和50年）に発行された『中川町史』には「主として学生が利用していましたが（中略）道路の整備と自動車の普及によって乗降場の利用が少なくなってきました」とされている。

## 駅周辺
北海道道541号問寒別佐久停車場線が付近を通過しており、駅跡には2025年（令和7年）度に開通する国道40号音中道路中川インターチェンジも設けられる。

## 隣の駅
北海道旅客鉄道
■宗谷本線
佐久駅 (W63) - *琴平駅 - 天塩中川駅 (W64)
*打消線は廃駅